# 1788-1789年アメリカ合衆国下院議員選挙
1788-1789年アメリカ合衆国下院議員選挙（1788-1789ねんあめりかがっしゅうこくかいんぎいんせんきょ、英語: 1788–89 United States House of Representatives elections）は、1788年から1789年にかけて行われたアメリカ合衆国の連邦議会（下院）議員の選挙である。

## 概要
アメリカ合衆国憲法の公布により設置された下院の最初の選挙である。
独立した13州のうち、合衆国憲法に批准した11州において選挙が実施された。1788年11月24日から、1789年3月5日に選出されるまで11州が下院議員を選出した。
憲法批准が遅れたノースカロライナ州およびロードアイランド州は、連邦議会召集後に上院議員を選出した。
当時のアメリカでは、まだ組織化された政党が形成されておらず、大統領に選出されたジョージ・ワシントンを支持する「親政府グループ」と距離がある「反行政党」（政党ではない）の2大派閥に分かれていた。
1789年3月4日、ニューヨーク市のフェデラル・ホールで第1回下院が開会したが、出席議員はわずか13人だった。必要な定員会(59人中30人)は、1789年4月1日まで存在しなかった。最初の仕事は下院議長の選挙でした。第1回投票で、フレデリック・ミューレンバーグが過半数の票を獲得して下院議長に選出された。第1会期の業務は、政策よりも立法手続きに大きく費やされた。

## 選挙データ

### 大統領
- 未選出

### 投票日
ノースカロライナ州とロードアイランド州は、第1議会召集日までに憲法に批准できなかった。
| 1788年 | 11月24日-11月25日 | サウスカロライナ州   |
| 1788年 | 11月26日          | ペンシルベニア州     |
| 1788年 | 12月15日          | ニューハンプシャー州 |
| 1788年 | 12月18日          | マサチューセッツ州   |
| 1788年 | 12月22日          | コネチカット州       |
| 1789年 | 1月7日            | デラウェア州         |
| 1789年 | 1月7日-1月11日    | メリーランド州       |
| 1789年 | 2月2日            | バージニア州         |
| 1789年 | 2月9日            | ジョージア州         |
| 1789年 | 2月11日           | ニュージャージー州   |
| 1789年 | 3月3日-3月5日     | ニューヨーク州       |

### 改選数
- 59

### 選挙制度
- 小選挙区制：30
- 大選挙区制：29
  - 03人区：2
  - 04人区：1
  - 05人区：1
  - 06人区：1
  - 08人区：1

### 同日執行の選挙
国政選挙
- 1789年アメリカ合衆国大統領選挙
- 1788–1789年アメリカ合衆国上院議員選挙

## 選挙結果

### 党派別獲得議席
| 党派 | 党派           | 獲得 議席 |
| ---- | -------------- | --------- |
|      | 親行政グループ | 34        |
|      | 反行政党       | 25        |
|      | 欠員           | 0         |
| 総計 | 総計           | 59        |

## 議員

### 当選者
| コネチカット州       | 全州 | ベンジャミン・ハンティントン     |     | ロジャー・シャーマン         |     | ジョナサン・スタージェス   |     | ジョナサン・トランブル・ジュニア |      | ジェレマイア・ワズワース       |
| デラウェア州         | 全州 | ジョン・ヴァイニング             |     |                              |     |                            |     |                                  |      |                                |
| ジョージア州         | 1区  | ジェームズ・ジャクソン           | 2区 | エイブラハム・ボールドウィン | 3区 | ジョージ・マシューズ       |     |                                  |      |                                |
| メリーランド州       | 1区  | マイケル・J・ストーン            | 2区 | ジョシュア・セネイ           | 3区 | ベンジャミン・コンティー   | 4区 | ウィリアム・スミス               | 5区  | ジョージ・ゲイル               |
| メリーランド州       | 6区  | ダニエル・キャロル               |     |                              |     |                            |     |                                  |      |                                |
| マサチューセッツ州   | 1区  | フィッシャー・エイムズ           | 2区 | ベンジャミン・グッドヒュー   | 3区 | エルブリッジ・ゲリー       | 4区 | セオドア・セジウィック           | 5区  | ジョージ・パートリッジ         |
| マサチューセッツ州   | 6区  | ジョージ・サッチャー             | 7区 | ジョージ・レナード           | 8区 | ジョナサン・グラウト       |     |                                  |      |                                |
| ニューハンプシャー州 | 全州 | ベンジャミン・ウェスト           |     | サミュエル・リバモア         |     | ニコラス・ギルマン         |     |                                  |      |                                |
| ニュージャージー州   | 全州 | ジェームズ・シューレマン         |     | エリアス・ブーディノ         |     | ランバート・キャドワラダー |     | トーマス・シニクソン             |      |                                |
| ニューヨーク州       | 1区  | ウィリアム・フロイド             | 2区 | ジョン・ローランス           | 3区 | エグバート・ベンソン       | 4区 | ジョン・ハソーン                 | 5区  | ピーター・シルベスター         |
| ニューヨーク州       | 6区  | ジェレマイア・ヴァン・レンセラー |     |                              |     |                            |     |                                  |      |                                |
| ペンシルベニア州     | 全州 | フレデリック・ミューレンバーグ   |     | ヘンリー・ウィンクープ       |     | トーマス・ハートリー       |     | ジョージ・クライマー             |      | トーマス・フィッツシモンズ     |
| ペンシルベニア州     | 全州 | トーマス・スコット               |     | ピーター・ミューレンバーグ   |     | ダニエル・ヒスター         |     |                                  |      |                                |
| サウスカロライナ州   | 1区  | ウィリアム・L・スミス            | 2区 | アエダヌス・バーク           | 3区 | ダニエル・ヒューガー       | 4区 | トーマス・サムター               | 5区  | トーマス・チューダー・タッカー |
| バージニア州         | 1区  | アレクサンダー・ホワイト         | 2区 | ジョン・ブラウン             | 3区 | アンドリュー・ムーア       | 4区 | リチャード・ブランド・リー       | 5区  | ジェームズ・マディソン         |
| バージニア州         | 6区  | アイザック・コールズ             | 7区 | ジョン・ペイジ               | 8区 | ジョサイア・パーカー       | 9区 | セオドリック・ブランド           | 10区 | サミュエル・グリフィン         |

#### 特別選挙等
| 年   | 月日 | 選挙区                   | 選出     | 当選者                 | 当選政党 | 欠員                   | 欠員政党 | 欠員事由       |
| ---- | ---- | ------------------------ | -------- | ---------------------- | -------- | ---------------------- | -------- | -------------- |
| 1789 | 6.22 | ニューハンプシャー全州区 | 特別選挙 | アビエル・フォスター   | 親行政G  | ベンジャミン・ウェスト | 親行政G  | 当選辞退       |
| 1790 | 2    | ノースカロライナ1区      | 通常選挙 | ジョン・B・アッシュ    | 親行政G  | （欠員）               | （欠員） | 憲法批准のため |
| 1790 | 2    | ノースカロライナ2区      | 通常選挙 | ヒュー・ウィリアムソン | 反行政党 | （欠員）               | （欠員） | 憲法批准のため |
| 1790 | 2    | ノースカロライナ3区      | 通常選挙 | ヒュー・ウィリアムソン | 親行政G  | （欠員）               | （欠員） | 憲法批准のため |
| 1790 | 2    | ノースカロライナ4区      | 通常選挙 | ジョン・スティール     | 反行政党 | （欠員）               | （欠員） | 憲法批准のため |
| 1790 | 2    | ノースカロライナ5区      | 通常選挙 | ジョン・セビア         | 反行政党 | （欠員）               | （欠員） | 憲法批准のため |
| 1790 | 8.31 | ロードアイランド全州区   | 通常選挙 | ベンジャミン・ボーン   | 親行政G  | （欠員）               | （欠員） | 憲法批准のため |